# Emil Viklický
Emil Viklický (Olomouc, 23 november 1948) is een Tsjechisch jazzpianist en -componist van de modernjazz.

## Biografie
Viklický studeerde wiskunde aan de faculteit wetenschappen van de Palacký Universiteit in Olomouc op advies van zijn vader. Voor zijn diploma-scriptie over symmetrische polynomen moet hij de doctoraatstitel behalen, die het faculteitsbestuur om ideologische redenen heeft voorkomen. Na zijn legerjaren, die hij doorbracht als pianist van het legerkoor, speelde hij van 1974 tot 1989 in het ensemble SHQ van Karel Velebný. Van 1977 tot 1978 studeerde hij compositie aan het Berklee College of Music in Boston en volgde daarna privélessen bij George Crumb en Václav Kučera. Terug in zijn thuisland schreef hij filmmuziek en werkte hij met wisselende jazzbands. Na de dood van Velebný nam hij de leiding over de zomer-jazzcursussen in Frýdlant en werkte hij ook als docent.
Hij formeerde ook het Ad Lib Moravia Ensemble, dat in 1994 zijn album Fast Falls the Rain uitbracht en in 1996 toerde hij door de Verenigde Staten en Mexico. Viklický treedt samen op met František Uhlíř sr. en Laco Tropp onder de naam Viklický-Trio. Hij trad ook op met Lou Blackburn, met Benny Bailey (aan wiens album While My Lady Sleeps hij in 1990 meewerkte), met Scott Robinson, met Eva Olmerová, met Harald Gundhus en het Finnczech Quartet. Hij speelde op internationale festivals zoals het North Sea Jazz Festival en in 1992 nam hij met de band van Jiří Stivín op in de Reduta Jazz Club in Praag. Sinds 2000 verscheen hij in verschillende constellaties met George Mraz. Zijn compositie The Mystery of Man op teksten van Václav Havel werd in 2004 gemaakt voor de concertbigband van Wynton Marsalis. Van 1991 tot 1995 was hij president van de Czech Jazz Society. Als componist schreef hij jazzcomposities en filmmuziek, evenals opera's, symfonische werken en elektro-akoestische muziek.

## Onderscheidingen en prijzen
In 1974 ontving hij de eerste prijs op het Tsjechische amateurfestival voor de beste pianist. In 1976 won hij de compositiewedstrijd van Lyon en in datzelfde jaar won hij ook het concours in Monaco voor de beste jazzcompositie met Green Satin. Met Paradise Park ontving hij in 1996 de speciale prijs voor elektro-akoestische muziek in Praag. Zijn opera Faidra won de eerste prijs in de internationale competitie Nová Opera pro Prahu 2000. In 2011 ontving Viklický de Medal of Merit van de hand van de Tsjechische president Václav Klaus.

## Discografie
- 1978: V Holomóci městě – Supraphon-prijs
- 1980: The Door (met Bill Frisell)
- 1983: Confluence (met Jarmo Sermila)
- 2001: Morava, met George Mraz en Zuzana Lapčíková
- 2007: Moravian Gems, met Iva Bittová, George Mraz en Laco Tropp
- 2018: Humoresque, met Petr Dvorský, Ernie Adams (NCML)

### Opera's
- 2000: Faidra volgens een libretto van Eva Petrová
- 2002: Der Ackermann und der Tod (Oráč a smrt) volgens Johannes von Tepl
- ????: Máchův deník aneb Hynku, jak si to představuješ?, bewerking van het leven van Karel Hynek Máchas met een libretto van Yohanan Kaldi, aanbesteding voor het Národní divadlo in Praag.

### Filmmuziek
- 2012: Rhythm On My Heels (regie: Andrea Sedláčková)